# .cm
.cm為喀麥隆國家及地區頂級域（ccTLD）的域名，需要喀麦隆本地实体/公司以注册域名。該域名於1995年4月29日啟用。根據McAfee于2009年12月发布的一份报告顯示，.cm是世界上风险最高的域名。

## 外部連結
- IANA .cm whois information（页面存档备份，存于）
- .cm domain registration website